# Bahnele
Bahnele – wieś w Rumunii, w okręgu Vrancea, w gminie Vintileasca. W 2011 roku liczyła 591
mieszkańców.